# Vuokatti Hyppyrimäki
Vuokatti Hyppyrimäki är en hoppbacke i Vuokatti, Kajanaland, Finland byggd 1947 och senast renoverad 2017. Backen användes i Juniorvärldsmästerskapen i nordisk skidsport år 1992, European Youth Olympic Festival 2001 och säsongerna 1999/2000 och 2000/2001 arrangerade Vuokatti världscuptävlingar i nordisk kombination. Nuförtiden används backen mest som träningsplats för utövare av både backhoppning och nordisk kombination tidigt på vintersäsongerna, då andra orter ännu inte fått snö.
Storleken på backen är K-90/HS100 och backrekordet på 104 meter innehas av Jaakko Tallus och sattes år 2000. Taku Takeuchi hoppade 105,5 meter men föll innan fallgränsen och därför räknas inte hoppet som officiellt rekord.

## Galleri

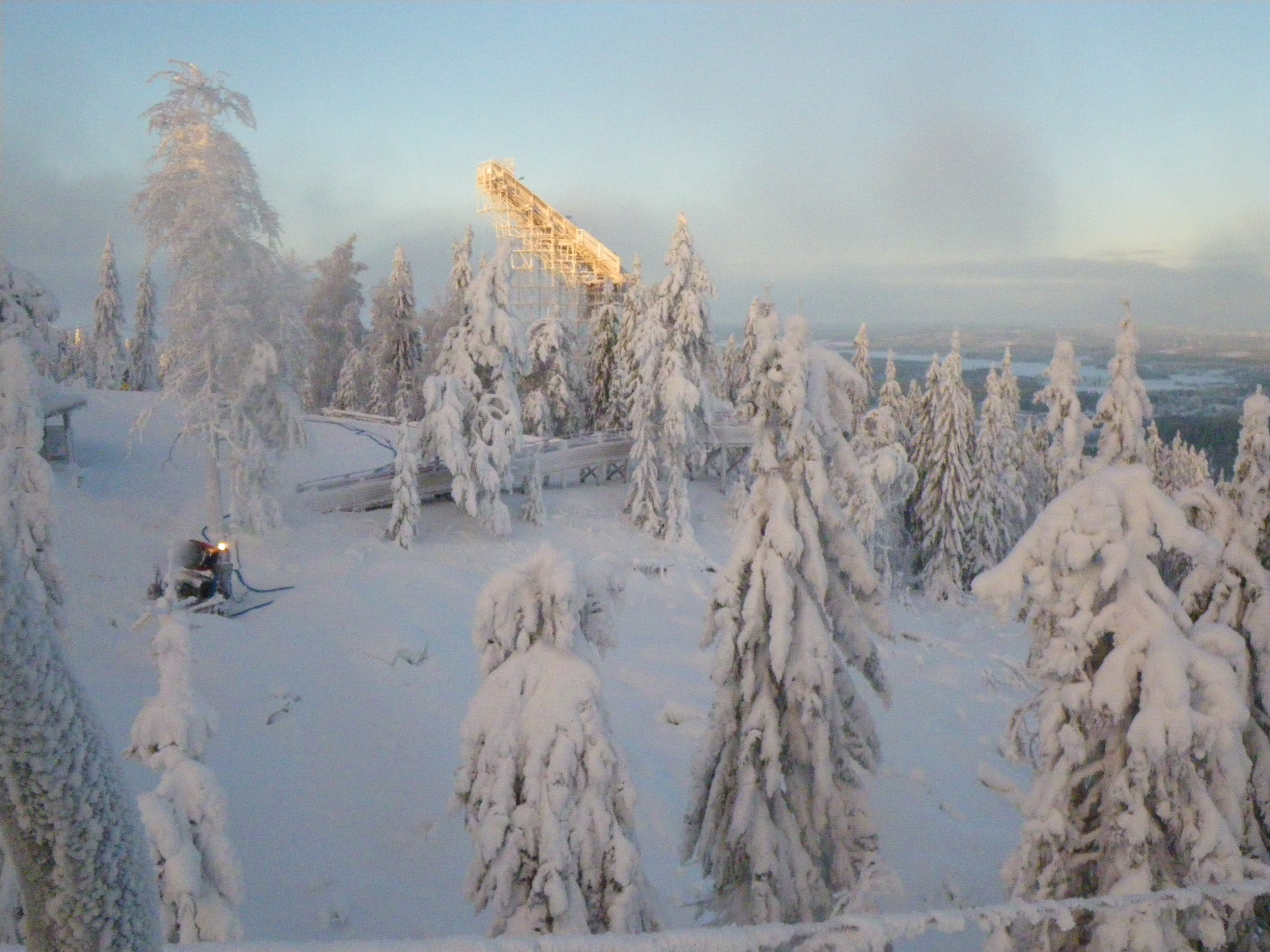
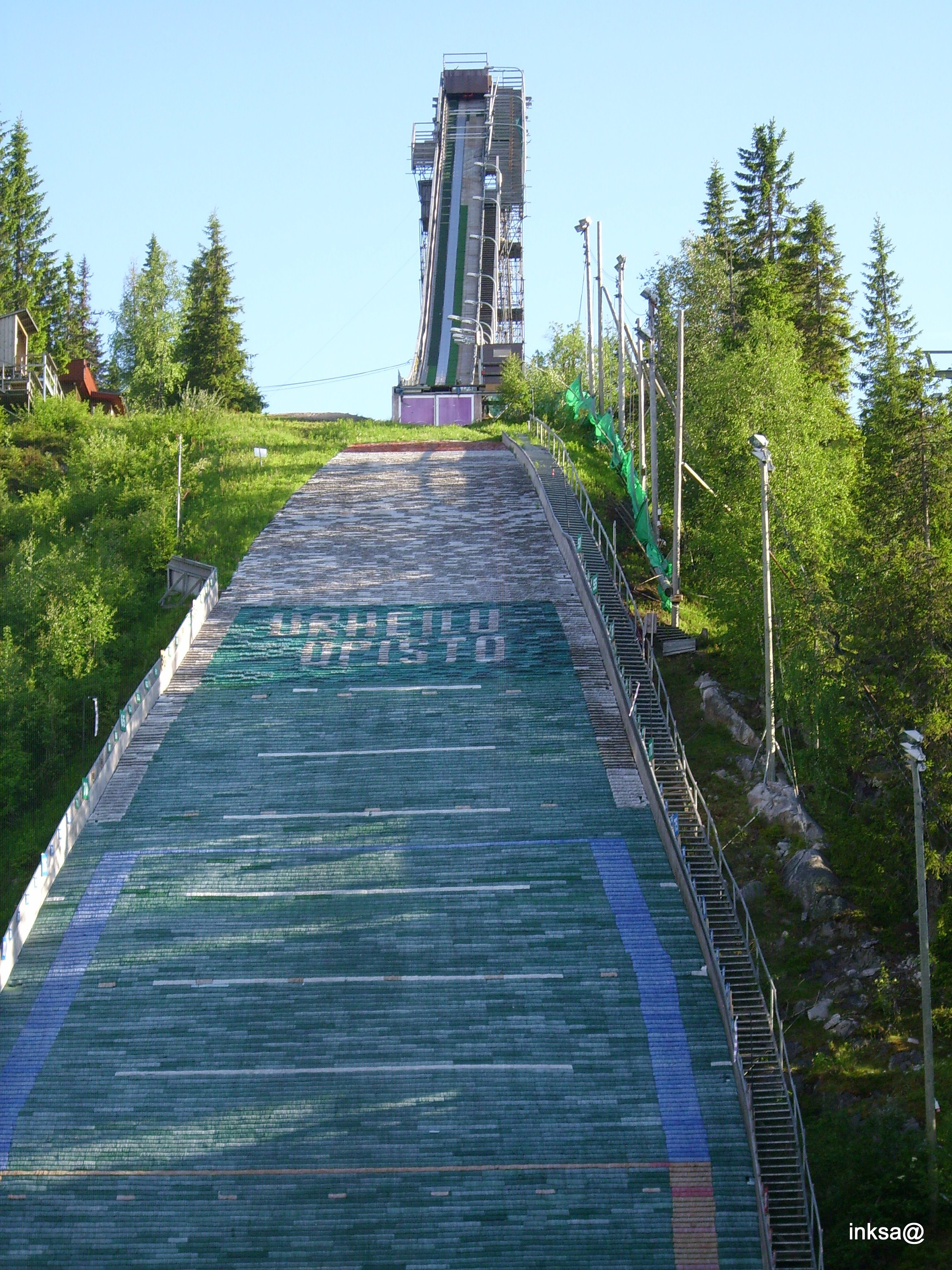
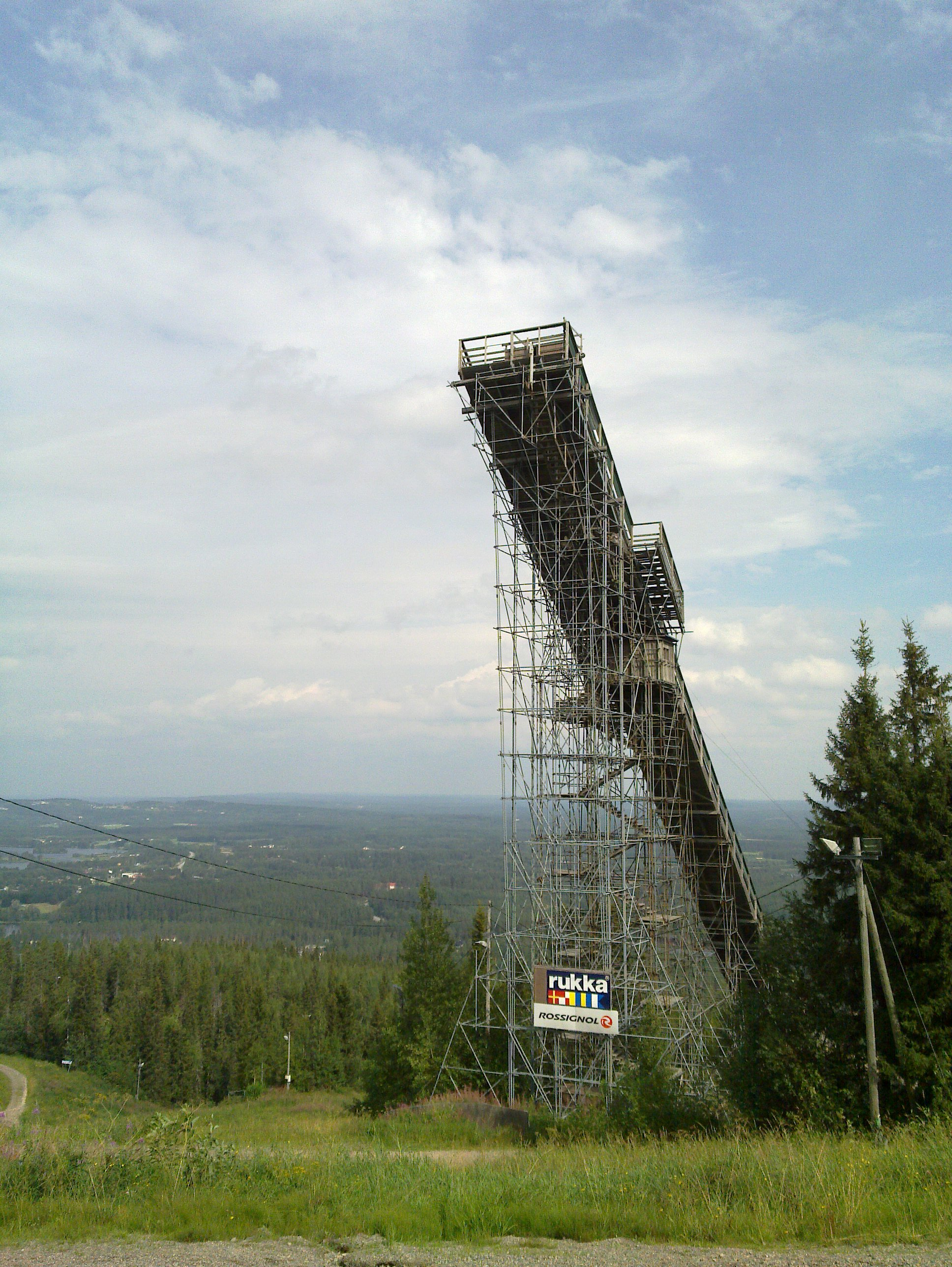